# Мезопертит
Мезопертит (англ. mesoperthite) — мінерал, шнуроподібний пертит, який займає за кількісним співвідношенням каліїстого польового шпату і плагіоклазу проміжне положення між пертитом і антипертитом, тобто з рівними кількостями цих мінералів або навіть з переважанням плагіоклазу. Від мезо… й назви мінералу пертиту (P.Michot, 1961).